# Selandia
Selandia (en danés: Sjælland) es la isla más grande de Dinamarca con 7031 km². Está situada entre el estrecho de Kattegat (al norte) y el mar Báltico (al sur), separada de la región sueca de Escania por el estrecho de Sund (al este) y de Fionia por el Gran Belt (al oeste).

## Etimología
El origen del nombre danés Sjælland no se conoce con precisión. Sjæl en danés moderno significa "alma", pero esta interpretación puede descartarse. Una derivación de siô/sæ (que significa "lago" o "mar") ha sido considerada. Sin embargo, en la actualidad una hipótesis común es que la forma en danés antiguo Siâland se basa en la palabra *selha- con la terminación *wundia-. Esta terminación significa "indica, se asemeja". La palabra *selha- puede que tenga dos significados: "foca" (en danés moderno sæl) o "bahía profunda, fiordo". Dado que Roskilde es un asentamiento importante y antiguo en Selandia, accessible por mar a través del estrecho fiordo de Roskilde (que se abre a partir del Isefjord), es que se ha asumido que los marineros denominaron a la isla por este accidente geográfico.
La forma inglesa puede que esté tomada prestada de la forma alemana Seeland. Es posible que estas formas estén basadas en la suposición que la primera parte significa mar o lago (alemán See), o también es posible simplemente estén basadas en una forma alternativa del nombre en danés, Sælland, el cual fue común hasta el siglo XIX.
A pesar de la similitud en el nombre con esta isla danesa, la nación del Pacífico Nueva Zelanda debe su nombre a la provincia neerlandesa de Zelanda (en neerlandés: Zeeland).

### Djævleøen (Isla del Diablo)
Selandia es conocida como Djævleøen (Isla del Diablo) por muchos daneses, pero especialmente por los jutos. Hay dos hipótesis sobre el origen del término. Una explicación sería la correcta Djævleø (Île du Diable), una isla frente a la costa de la Guayana Francesa en América del Sur que fue utilizada como colonia penal francesa con un clima insalubre. Otra explicación sería que los propios Selandeses se han referido a Amager como la Isla del Diablo (Djævleøen), la Isla del Excremento (Lorteøen) y la Isla de la Gasolina (Benzinøen) durante muchos años. Esta designación luego se extendió por toda Dinamarca.

## Historia
Los daneses tribales procedían de Selandia y Escania y hablaban una forma temprana del germánico del norte. Los historiadores creen que antes de su llegada, la mayor parte de Jutlandia y las islas más cercanas estaban pobladas por tribus jutas. Los jutos acabaron emigrando a Gran Bretaña, algunos como mercenarios del rey british Vortigern, y se les concedieron los territorios del sureste de Kent, la isla de Wight y otras zonas, donde se asentaron. Posteriormente fueron absorbidos o limpiados étnicamente por los invasores anglos y sajones, que formaron los anglosajones. El resto de la población juta en Jutlandia se asimiló a los daneses que se asentaron.
La ley selandesa de Valdemar era un código civil promulgado en el siglo XIII. Antes de la adopción de las leyes jutlandesas, selandesas y escandinavas, no había uniformidad de leyes en todos los asentamientos de Dinamarca. Ringsted y, más tarde, Roskilde fueron los primeros centros políticos y religiosos importantes de la isla, papel que posteriormente asumió Copenhague. Otros centros religiosos importantes antes de la Reforma fueron la abadía de Sorø en Sprø y la de Esrom en Rsrum. Gracias a su situación estratégica en la entrada del Øresund, especialmente tras la construcción del castillo de Kronborg y la introducción de los peajes del Sund, Helsingør se convertiría posteriormente en la ciudad y el puerto marítimo más importantes fuera de Copenhague.
La mayor parte del norte de Selandia fue durante siglos, a partir de finales del siglo XVI, propiedad de la corona y se utilizó principalmente como dominio real de caza. Los señoríos locales desempeñaban un papel fundamental en la economía del resto de la isla.
Entre los primeros centros industriales de las afueras de Copenhague se encontraban Mølleåen, con sus molinos de agua, la fábrica de armas de Kronborg en Hellebæk, la fábrica Frederick de Johan Frederik Classen en Frederiksværk y la fábrica textil Køng de Niels Ryberg en Vordingborg. En el siglo XVIII, una parte importante del extremo sur de la isla formaba parte del distrito de caballería de Vordingborg.
Los primeros ferrocarriles de la isla fueron construidos por Det Sjællandske Jernbaneselskab (1847-1888). El primer tramo se abrió entre Copenhague y Roskilde en 1847.

## Descubrimientos arqueológicos
La isla de Selandia (Sjælland) no solo es la isla más grande de Dinamarca, sino también una región rica en descubrimientos arqueológicos que ofrecen una visión de la compleja historia de la isla, que abarca desde la Edad de Piedra hasta los períodos Vikingos y Medievales. Como una de las regiones más significativas en cuanto a cultura e historia en Dinamarca, Selandia ha sido hogar de una amplia variedad de sociedades, que van desde grupos de cazadores-recolectores hasta poderosos gobernantes vikingos. Sus sitios arqueológicos proporcionan valiosa información sobre la evolución social, política y cultural de sus habitantes, muchos de los cuales son cruciales para comprender la prehistoria y la historia escandinavas.

### Prehistoria temprana: Edad de Piedra y Edad del Bronce
La actividad humana más temprana en Selandia data del período Paleolítico Superior, aunque los restos arqueológicos más significativos provienen de los períodos Mesolítico y Neolítico, aproximadamente entre 8,000 y 3,000 a. C. Durante estas épocas, Selandia fue hogar de comunidades de cazadores-recolectores que luego hicieron la transición hacia sociedades agrícolas. Una gran cantidad de sitios arqueológicos prehistóricos se han encontrado a lo largo de la isla, con evidencia que va desde simples herramientas de piedra hasta complejas estructuras funerarias.
Uno de los sitios arqueológicos más conocidos de Selandia de la Edad de Piedra es Guldberg, un asentamiento costero ubicado en la parte sur de la isla. Aquí, los arqueólogos han encontrado grandes concentraciones de herramientas de sílex, que habrían sido utilizadas para la caza, la pesca y la preparación de alimentos. La presencia de estas herramientas, junto con restos de fogatas y huesos, sugiere que Guldberg fue una ubicación importante para los primeros asentamientos humanos. Muchos de estos sitios se encuentran a lo largo de las costas de Selandia, donde las primeras comunidades podían aprovechar los ricos recursos naturales del mar, así como los bosques del interior.
Además de los asentamientos, Selandia también alberga varios sitios funerarios neolíticos. Uno de los ejemplos más significativos es el montículo funerario de Rørvig, un sitio donde se descubrió un rico entierro de la Edad del Bronce. El montículo contenía varios bienes funerarios bien conservados, incluidos hachas, espadas y joyas hechas de bronce y oro. Estos artefactos sugieren una sociedad bien establecida donde la artesanía y el trabajo en metales se habían convertido en una parte integral de la vida cotidiana. El descubrimiento de estos bienes es particularmente interesante porque insinúa una estructura social jerárquica que surgió durante la Edad del Bronce. También indica el comercio con regiones vecinas, ya que se han encontrado sitios funerarios similares con artefactos comparables en otras partes de Europa, como en el norte de Alemania y el sur de Escandinavia.

### La Edad del Hierro: crecimiento de la complejidad social
A medida que la Edad del Bronce dio paso a la Edad del Hierro germánica (aproximadamente 500 a. C. – 800 d. C.), Selandia experimentó cambios significativos tanto en sus patrones de asentamiento como en su cultura material. Las personas de Selandia comenzaron a adoptar estructuras sociales más complejas, lo que se reflejó en los restos arqueológicos de grandes asentamientos, sitios ceremoniales y prácticas funerarias.
Lejre, ubicada al oeste de Roskilde, es uno de los sitios más significativos de la Edad del Hierro en Selandia. A menudo conocida como el “lugar de nacimiento de Dinamarca”, Lejre fue un importante centro real durante la Edad del Hierro y la época Vikinga. Las excavaciones arqueológicas en Lejre han descubierto restos de grandes estructuras de madera, que probablemente se utilizaron como residencias de élite. El sitio también incluye grandes áreas rituales y montículos funerarios, donde podrían haber sido enterradas figuras importantes. Uno de los descubrimientos más famosos de Lejre es el Sitio Ritual de Lejre, donde los arqueólogos descubrieron evidencia de festines ceremoniales y sacrificios. Se encontraron una gran cantidad de huesos de caballos, lo que sugiere que los caballos pudieron haber sido parte de ritos sacrificiales realizados por élites de alto rango o, posiblemente, líderes religiosos.
Uno de los descubrimientos más famosos en Lejre fue el hallazgo de tumbas vikingas. Los bienes funerarios descubiertos en estos enterramientos incluían espadas, escudos y joyas, lo que resalta la importancia de la guerra y el estatus social en la comunidad vikinga. La importancia de Lejre como sede real está respaldada tanto por los hallazgos arqueológicos como por las sagas que lo describen como el hogar de los legendarios reyes daneses, como los de la dinastía Skjöldung.
Otro sitio clave de este período es Skåde, que también proporciona evidencia de la creciente complejidad de la sociedad de la Edad del Hierro. Las excavaciones aquí han revelado casas largas, fosas de almacenamiento y otras estructuras domésticas, lo que arroja luz sobre la vida cotidiana de los habitantes de la Edad del Hierro. El sitio también ha arrojado numerosos herramientas de hierro y bronce, lo que sugiere que la metalurgia fue una parte central de la economía de la época.

### La Edad Vikinga: poder político y militar
Para la Edad Vikinga (800 d. C. – 1050 d. C.), Selandia se había convertido en el corazón del creciente poder de Dinamarca. A medida que los vikingos expandieron su influencia mediante incursiones y comercio por toda Europa, Selandia fue hogar de varios centros políticos y militares importantes. Una de las fortalezas vikingas mejor conservadas en Dinamarca se encuentra en Trelleborg, en la parte suroeste de Selandia, cerca de Slagelse. Trelleborg es parte de un grupo de fortalezas circulares vikingas construidas por el rey Harald Bluetooth a finales del siglo X. Estas fortalezas se ubicaron estratégicamente por toda Dinamarca para defenderse tanto de amenazas internas como externas.
La fortaleza de Trelleborg es notable por su diseño circular, que es altamente característico de la arquitectura militar vikinga. La fortaleza presenta un anillo central de murallas de tierra y estructuras de madera, con cuatro puertas alineadas con los puntos cardinales. Las excavaciones han descubierto una amplia gama de artefactos vikingos, incluidas armas, cerámica y herramientas, lo que ofrece valiosas perspectivas sobre la vida de los soldados vikingos y sus estrategias militares. El descubrimiento de un barco vikingo en la zona de Trelleborg subraya aún más la importancia del sitio en términos marítimos. Los barcos eran centrales en la sociedad vikinga, y los barcos encontrados en Trelleborg proporcionan evidencia crucial de las avanzadas técnicas de construcción naval utilizadas por los vikingos.
Otro importante descubrimiento vikingo en Selandia proviene de Roskilde, la capital medieval de la isla. Roskilde fue un centro clave durante la Edad Vikinga y jugó un papel esencial en el establecimiento del reino danés. Las excavaciones alrededor de la Catedral de Roskilde han descubierto numerosas tumbas vikingas y medievales, así como artefactos de la época vikinga, incluidos armas, joyas y objetos cotidianos. El Museo de los Barcos Vikingos de Roskilde alberga cinco barcos vikingos bien conservados, recuperados del fiordo de Roskilde, que fueron hundidos deliberadamente alrededor del 1,000 d. C. como parte de una estrategia defensiva para bloquear el acceso al fiordo.

### Período Medieval y Descubrimientos Posteriores
Tras la Edad Vikinga, Selandia siguió siendo un centro vital para la política y la cultura danesas. El período medieval, en particular, dejó una gran cantidad de material arqueológico. La Catedral de Roskilde, ahora un sitio del Patrimonio Mundial de la Humanidad, es un testimonio de la cristianización medieval de Dinamarca, y su área circundante ha arrojado importantes artefactos medievales.
Los descubrimientos arqueológicos en Selandia continúan hasta el día de hoy, proporcionando una comprensión más profunda de la larga y variada historia de la isla. El papel de Selandia como centro de poder real, comercio y religión ha dejado un legado arqueológico diverso y rico que abarca miles de años, desde los primeros asentamientos de la Edad de Piedra hasta las grandes fortalezas vikingas y las catedrales medievales.
En conclusión, los sitios arqueológicos y descubrimientos en la isla de Selandia ofrecen valiosas perspectivas sobre la historia de Dinamarca.

## Información general
Posee un suelo llano, accidentado por colinas morrénicas y costas recortadas.
La capital de Dinamarca, Copenhague, está parcialmente ubicada en la costa este de Selandia y parcialmente en la isla de Amager (parte del Øresund). Otras ciudades en la isla son Roskilde y Elsinor.
El nombre tiene su origen en las grandes poblaciones de focas (en danés sæl) en las costas de la isla.

## Origen mitológico

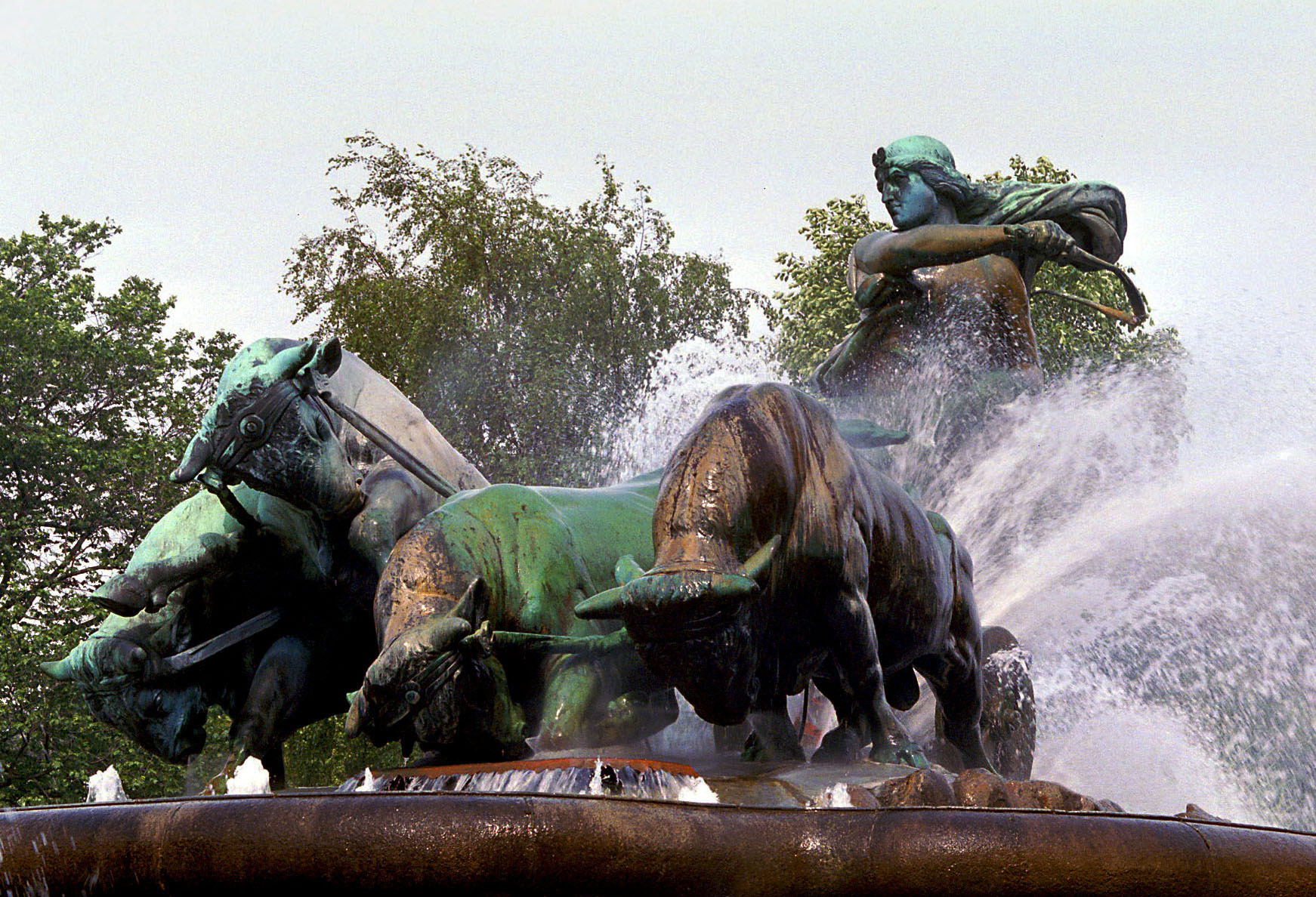
Fuente de Gefjun en Copenague del artista Anders Bundgaards.

En la mitología nórdica, según relata la historia de Gylfaginning, la isla fue obra de la diosa Gefjun después de engañar a Gylfi, rey de Suecia, cuando arrancó un pedazo de tierra en Suecia y lo dejó caer en el mar, dando origen a Selandia. El área vacante se llenó de agua y se convirtió en el lago Mälaren. Sin embargo, como los mapas modernos muestran una similitud entre Selandia y el lago sueco Vänern, a veces se identifica este lago como el hueco dejado por Gefjun.

## Geografía

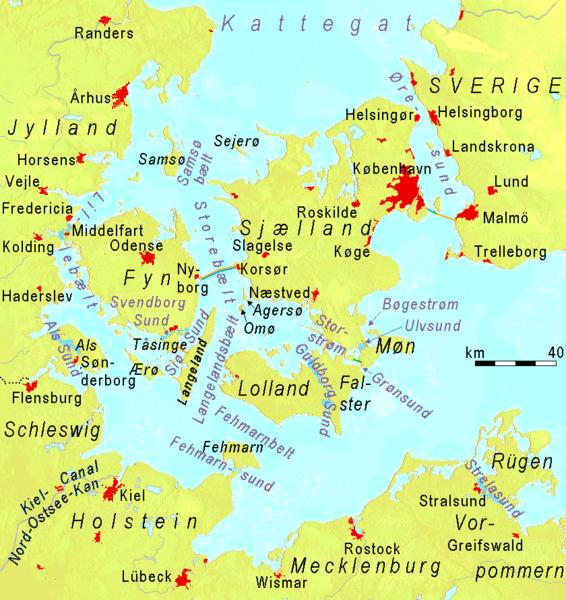
La isla de Selandia (Sjælland) y el Estrecho de Dinamarca entre Dinamarca y Suecia, que conecta el Mar Báltico -a la derecha- y el Océano Atlántico.

Selandia es la isla más poblada (pop. 2012 est. 2.491.090). Se unió a Fionia por el puente del Gran Belt y a Escania en Suecia por el puente de Øresund. Tiene forma irregular, y se encuentra al norte de las islas de Lolland, Falster y Møn.
El 5 de junio de 2007, la filial regional de la emisora nacional DR informó Kobanke que la colina en el sureste, cerca de la ciudad Rønnede en el municipio de Faxe, con una altura de 122,9 m (403,21 pies), fue el punto natural más alto de Selandia. Gyldenløveshøj, al sur de la ciudad de Roskilde, tiene una altura de 126 metros (413,4 pies), pero que es de dos a una colina hecha por el hombre desde el siglo XVII y su punto más alto natural es sólo 121,3 m (397,96 pies).

## Localidades
Zonas urbanas de más de 10.000 habitantes:
| Número | Zona urbana       | Municipio                  | Población |
| ------ | ----------------- | -------------------------- | --------- |
| 1      | Copenhague        | Múltiple                   | 1,213,822 |
| 2      | Roskilde          | Municipio de Roskilde      | 47,828    |
| 3      | Helsingør         | Municipio de Helsingør     | 46,368    |
| 4      | Hørsholm          | Múltiple                   | 45,865    |
| 5      | Næstved           | Municipio de Næstved       | 41,857    |
| 6      | Køge              | Municipio de Køge          | 35,295    |
| 7      | Taastrup          | Municipio de Høje-Taastrup | 32,719    |
| 8      | Slagelse          | Municipio de Slagelse      | 32,133    |
| 9      | Hillerød          | Municipio de Hillerød      | 30,570    |
| 10     | Holbæk            | Municipio de Holbæk        | 27,195    |
| 11     | Ringsted          | Municipio de Ringsted      | 21,412    |
| 12     | Ølstykke-Stenløse | Municipio de Egedal        | 20,984    |
| 13     | Birkerød          | Municipio de Rudersdal     | 19,919    |
| 14     | Måløv-Smørumnedre | Múltiple                   | 19,143    |
| 15     | Farum             | Municipio de Furesø        | 18,422    |
| 16     | Kalundborg        | Municipio de Kalundborg    | 16,303    |
| 17     | Lillerød          | Municipio de Allerød       | 15,795    |
| 18     | Frederikssund     | Municipio de Frederikssund | 15,602    |
| 19     | Solrød Strand     | Municipio de Solrød        | 15,159    |
| 20     | Korsør            | Municipio de Slagelse      | 14,538    |
| 21     | Værløse           | Municipio de Furesø        | 12,842    |
| 22     | Frederiksværk     | Municipio de Halsnæs       | 12,191    |
| 23     | Vordingborg       | Municipio de Vordingborg   | 11,643    |
| 24     | Hedehusene-Fløng  | Municipio de Høje-Taastrup | 11,345    |
| 25     | Haslev            | Municipio de Faxe          | 11,201    |